# Habil Əliyev
Habil Mustafa oğlu Əliyev  (Habil Aliyev, Habil Aliev, Gabil Halijef; * 28. Mai 1927 in Utschgovag, Ağdaş; † 8. September 2015 in Baku) war ein aserbaidschanischer Kamantsche-Spieler.
Əliyev besuchte die Musikschule Asaf Zeynalli und studierte bei dem Tar-Spieler Gurban Primov und dem Mugham Sänger Khan Schuschiniski. Er wurde international als Kamantsche-Spieler bekannt und gab Konzerte in Iran, der Sowjetunion, der Türkei, Deutschland, Großbritannien, Pakistan, Indien, Ägypten, der Schweiz, den Niederlanden, Tunesien, Japan und Syrien. Əliyev spielte das klassische Mugham-Repertoire in einem besonders lyrischen Stil. 1987 wurde ihm der Titel eines Volkskünstlers verliehen. Außerdem erhielt er den Şöhrət-Orden und den İstiqlal-Orden.